# サン・フェデーレ・インテルヴィ
サン・フェデーレ・インテルヴィ（イタリア語: San Fedele Intelvi）は、イタリア共和国ロンバルディア州コモ県チェントロ・ヴァッレ・インテルヴィに属する分離集落（フラツィオーネ）。
かつては独立したコムーネであったが、2018年1月1日にカザスコ・ディンテルヴィ、カスティリオーネ・ディンテルヴィと合併して新自治体の一部となった。

## 地理

### 位置・広がり
コモ県西部、コモ湖とルガーノ湖に挟まれたヴァル・ディンテルヴィ（インテルヴィ谷）と呼ばれる地方の中心に位置するコムーネである。
県都コモから北へ18kmの距離にある。

#### 隣接コムーネ
コムーネとしてのサン・フェデーレ・インテルヴィは、以下のコムーネと隣接していた。括弧内のCH-TIはスイスティチーノ州所属を示す。
- ブレッサーニョ
- カザスコ・ディンテルヴィ
- Castel San Pietro (CH-TI)
- カスティリオーネ・ディンテルヴィ
- チェラーノ・ディンテルヴィ
- ライーノ
- Muggio (CH-TI)
- ペッリオ・インテルヴィ
- it:Rovio (CH-TI)

## 行政

### 山岳部共同体
広域行政組織である山岳部共同体「ラーリオ・インテルヴェーゼ山岳部共同体」 (it:Comunità montana del Lario Intelvese) の事務所所在地である。山岳部共同体には、以下のコムーネが含まれる。
- アルジェーニョ、ブレッサーニョ、ブリエンノ、カラーテ・ウーリオ、カザスコ・ディンテルヴィ、カスティリオーネ・ディンテルヴィ、チェラーノ・ディンテルヴィ、チェルノッビオ、クライーノ・コノステノ、コロンノ、ディッツァスコ、グリアンテ、ラーリオ、ライーノ、ランツォ・ディンテルヴィ、モルトラージオ、ペッリオ・インテルヴィ、ピグラ、ポンナ、ランポーニオ・ヴェルナ、サーラ・コマチーナ、サン・フェデーレ・インテルヴィ、スキニャーノ、トレメッツィーナ